# Dmytro Storożyłow
Dmytro Wołodymyrowycz Storożyłow, ukr. Дмитро Володимирович Сторожилов (ur. 1 czerwca 1986) – ukraiński siatkarz, grający na pozycji rozgrywającego, reprezentant Ukrainy. 

## Sukcesy klubowe
Puchar Ukrainy:
- 2006, 2007, 2008, 2009, 2010, 2011, 2012, 2013

Mistrzostwo Ukrainy:
- 2007, 2009, 2010, 2011, 2012, 2013, 2014
- 2008

Mistrzostwo Hiszpanii:
- 2016

## Sukcesy reprezentacyjne
Liga Europejska:
- 2017

## Nagrody indywidualne
- 2011:  Najlepszy rozgrywający ukraińskiej Superligi w sezonie 2010/2011